# Charles Osborne (sughițuri)
Charles Osborne (n. 2 aprilie 1894, Anthon, Iowa – d. 1 mai 1991, Sioux City Iowa) a fost un american care a sughițat în continuu timp de 68 de ani (1922-1991) intrând astfel în Cartea Recordurilor ca omul cu „Cel mai lung atac de sughițuri”. Sughițurile au început în 1922 și au persistat pentru 68 de ani. Datorită condiției sale a fost invitat la emisiunile „Ripley's Believe It or Not!” în 1936, „ABC's That's Incredible!” în 1980, și „The Tonight Show” cu Johnny Carson în 1983, și subiectul unei întrebări în jocul „Trivial Pursuit”. A mai apărut într-un articol de "Dear Abby".
Osborne a început să sughite în 1922, în timp ce cântărea un porc pentru sacrificare. În ciuda stării sale, Osborne a fost capabil să ducă o viață normală, căsătorindu-se și având opt copii.
O sursă externă estimează că Osborne a sughițat de 430 milioane de ori pe parcursul perioadei de 68 de ani.
Osborne a murit din cauza complicatiilor de la ulcer la "Centrul de Sanatate Marian" din Sioux City, Iowa pe 1 mai 1991.